# Болгарин, Сергей Иванович
Серге́й Ива́нович Болга́рин (1925—2002) — участник Великой Отечественной войны, наводчик станкового пулемёта 86-го кавалерийского полка 32-й Смоленской дивизии 3-го гвардейского кавалерийского корпуса, ефрейтор. Герой Советского Союза, почётный гражданин города Лида (1985).

## Биография
Родился в селе Коротное Слободзейского района Молдавской АССР, Украинской ССР в крестьянской семье, молдаванин.
Работал слесарем-сборщиком на заводе. В начале войны был эвакуирован на восток. Работал на строительстве железной дороги Кизляр—Астрахань.

### Участие в Великой Отечественной войне
Призван в РККА в 1943 году Кизлярским райвоенкоматом Дагестанской АССР.
Воевал на Прибалтийском и 3-м Белорусском фронтах. 25 июня 1944 года в бою за село Шарки (Ширки) Сенненского района Витебской области уничтожил вражеский пулемёт и 25 фашистов, ещё троих взял в плен.
8 июля 1944 года на подступах к Лиде в районе деревни Татарцы из станкового пулемёта уничтожил 50 гитлеровцев. 10 июля того же года в бою за переправу на реке Дитва около села Поречаны, прорвался к железнодорожному мосту, уничтожил сапёров противника, пытавшихся взорвать мост, при огневой поддержке его пулемёта кавалерийский эскадрон захватил мост.
При форсировании реки Неман в Гродненском районе тяжело ранен и контужен.

### После войны
С 1945 года находился на хозяйственной работе, с 1950 года жил в селе Покровка Раздельнянского района Одесской области, работал бригадиром тракторной бригады. Член КПСС с 1962 года.
Умер 10 февраля 2002 года. Похоронен на кладбище села Покровка.

## Награды и звания
- Указом Президиума Верховного Совета СССР от 24 марта 1945 года за образцовое выполнение боевых заданий командования на фронте борьбы с немецко-фашистскими захватчиками и проявленные при этом мужество и героизм ефрейтору Болгарину Сергею Ивановичу присвоено звание Героя Советского Союза с вручением ордена Ленина и медали «Золотая Звезда» (№ 4942).
- Награждён орденами Октябрьской Революции, Отечественной войны I степени, медалями.
- Почётный гражданин города Лида (1985).

## Память
- У села Поречаны в честь его подвига установлена стела.
- В городе Лида в честь Героя названа улица.
- Имя С. И. Болгарина носит одна из улиц в Гродно[1][2].
- Мемориальная доска на здании школы в селе Коротное Слободзейского района[3].